# 1991 au Zaïre
Chronologie de l'Afrique
1980 au Zaïre - 1990 au Zaïre - 1991 au Zaïre - 1992 au Zaïre - 1993 au Zaïre
1980 par pays en Afrique - 1990 par pays en Afrique - 1991 par pays en Afrique - 1992 par pays en Afrique - 1993 par pays en Afrique

## Chronologie

### Septembre 1991
- Mardi 24 septembre 1991 : Pillage, durant 2 jours, de Kinshasa et d’autres villes du pays, à l’initiative des militaires non payés, dévaste l’économie déjà faible du pays, faisant officiellement 117 morts[1],[2].